# 巴伯夸特斯 (佛羅里達州)
巴伯夸特斯（英語：Barber Quarters）是位於美國佛羅里達州歐基求碧縣的一個非建制地區。該地的面積和人口皆未知。

## 地理
巴伯夸特斯的座標為27°15′08″N 80°50′22″W / 27.25222°N 80.83944°W，而該地的平均海拔高度為9米（即30英尺）。